# Nowellia
Nowellia là một chi rêu tản thuộc họ Cephaloziaceae.

## Danh sách loài
Chi này có các loài sau (tuy nhiên danh sách này có thể chưa đủ):
- Nowellia aciliata
- Nowellia bicornis
- Nowellia borneensis
- Nowellia curvifolia
- Nowellia wrightii, Grolle